# Ambulacraal

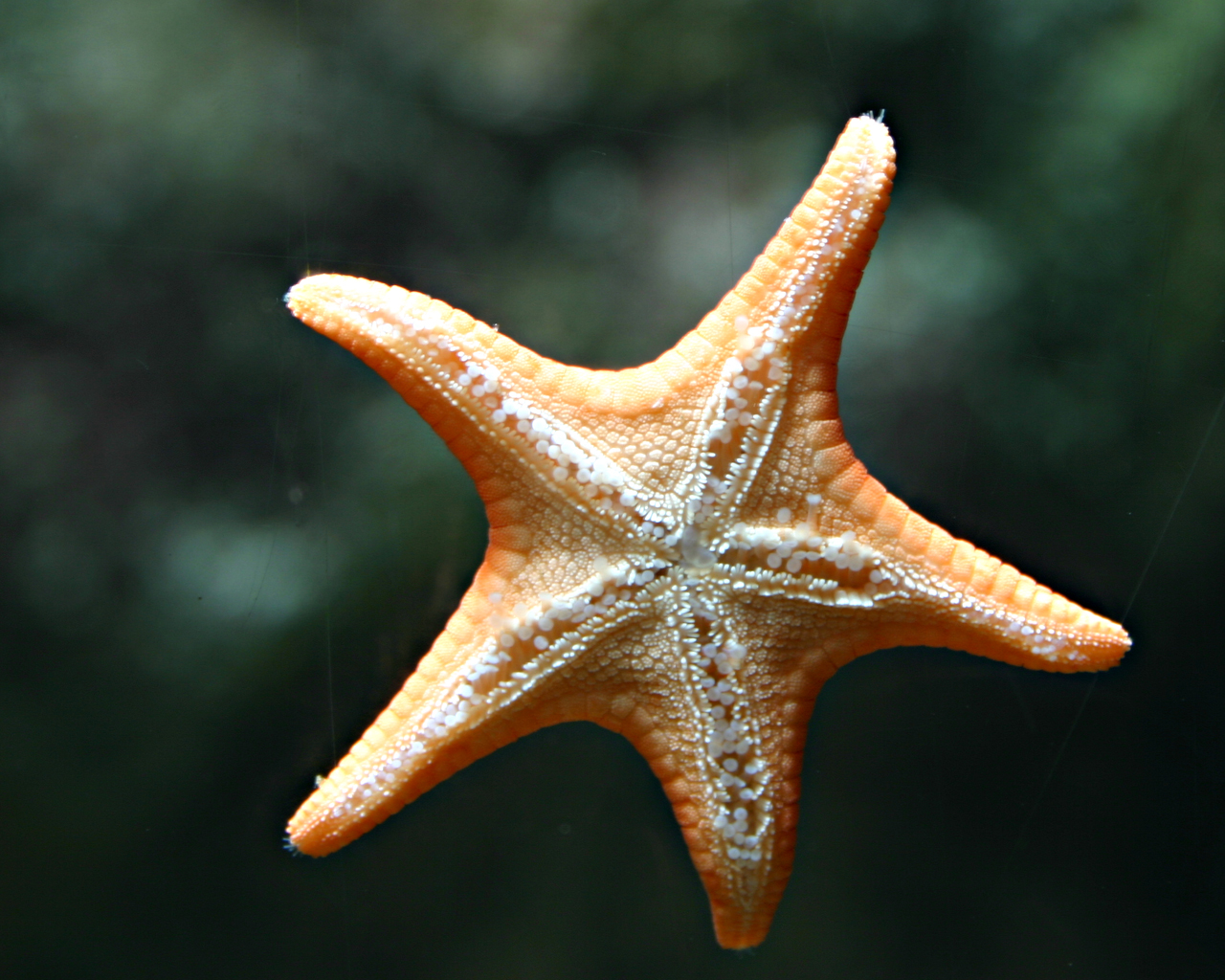
Onderzijde van een zeester tegen een glazen wand, met duidelijk zichtbare ambulacraalgroeven. De witte rondjes zijn de zuignapjes van de buisvoetjes.

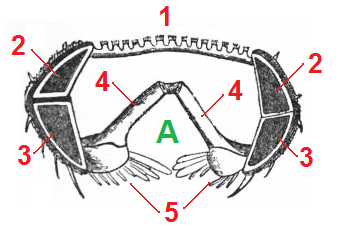
Dwarsdoorsnede van de arm van een zeester. A is de ambulacraalgroef, 4 zijn de ambulacraalplaten, 5 zijn de adambulacraalplaten

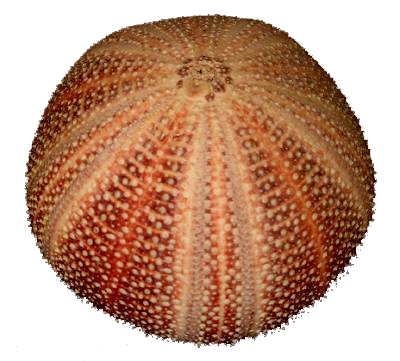
Skelet van de Eetbare zeeappel. Iedere witte band is de plek van een rij buisvoetjes. Elk paar witte banden vormt samen een ambulacrum.

Een ambulacraal is een groef in dieren uit de stam van de stekelhuidigen (Echinodermata). Een ambulacraal, ambulacrum of ambulacraalgroef is een vaak wat verdiept liggende, langgerekte, radiaal over het lichaam verlopende zone die omzoomt wordt door buisvoetjes met zuignapjes. Ambulacraal komt uit het Latijn en betekent daar wandelplaats of (met bomen beplante) laan.
De ambulacraalgroeven beginnen bij de mond. Hun belangrijkste functie is het transporteren van voedseldeeltjes naar de mond. Bij zeesterren liggen de ambulacraalgroeven aan de onderzijde van de armen, bij zee-egels lopen ze van de mond tot aan de bovenzijde van het lichaam waar de anus ligt. De skeletdelen die aan de binnenkant van de groef liggen, worden ambulacraalplaten genoemd. De skeletdelen die de groef aan de buitenzijde begrenzen, heten de adambulacraalplaten.
Nauw verbonden met de ambulacraalgroeven is het watervaatstelsel of ambulacraalstelsel. De buisvoetjes die daarvan onderdeel zijn, steken door poriën in de ambulacraalplaten naar buiten.